# Kuta Jurung
Kuta Jurung is een bestuurslaag in het regentschap Deli Serdang van de provincie Noord-Sumatra, Indonesië. Kuta Jurung telt 1219 inwoners (volkstelling 2010).